# Na lepem prijazni
Na lepem prijazni (NLP) je slovenska glasbena skupina, ustanovljena leta 1978 v Ljubljani.
Gonilna sila zasedbe je kitarist Vojko Aleksić.
Ko je skupina leta 2005 začela ponovno delovati in zdala nov album pri založbi Nika, se je kritik Mladine spraševala o smislu vsega tega, saj se je skupine NLP za razliko od Lačnih Franzov spominjal le malokdo.

### Zgodovina
Igrali so instrumentalno glasbo, dokler se jim ni pridružil Andrej Trobentar kot tekstopisec. Glasbena revija Džuboks je njihovo pesem "Phaeton" razglasila za drugi najboljši singel leta.

### Trenutni člani zasedbe[2]
- Vojko Aleksić - kitara
- Boštjan Franetič - kitara
- Damir Vintar - bas kitara
- Luka Kuhar - bobni
- Žiga Fabbro - saksofon, klaviature
- Ludvik Bagari - vokal

## Člani zasedbe skozi čas
| - Vojko Aleksić - kitara - Roman Škraba - bobni - Tomaž Sršen - bas kitara - Polde Poljanšek - saksofon - Andrej Trobentar - vokal | - Vojko Aleksić - kitara - Roman Škraba - bobni - Al Stone - bas kitara - Polde Poljanšek - saksofon - Andrej Trobentar - vokal | - Vojko Aleksić - kitara - Roman Škraba - bobni - Al Stone - bas kitara - Andrija Pušić - klaviature - Andrej Trobentar - vokal | - Vojko Aleksić - kitara - Roman Škraba - bobni - Kate Hosking - bas kitara - Matjaž Ugovšek - kitara - Andrej Trobentar - vokal dvakrat so nastopili v tej postavi | - Vojko Aleksić - kitara - Darko Hočevar - bas kitara - Jan Jarni - kitara - Luka Kuhar - bobni - Andrej Trobentar - vokal |

### 2017[3]
- Vojko Aleksić - kitara
- Boštjan Franetič - kitara
- Darko Hočevar - bas kitara
- Luka Kuhar - bobni
- Žiga Fabbro - saksofon, klaviature
- Andjelko Knežević - spremljevalni vokal
- Ludvik Bagari - vokal

## Diskografija

### Albumi
- Na lepem prijazni (Helidon, 1981)

- What A Time To Make A Fool Of You (Nika, p 1980, 1994) (COBISS)

- Potaplja se raj (Nika Records, 2005) (kot Na lepem prijazni mutant) (COBISS)

- Tudi če se vrnemo nazaj (Nika, 2012) (COBISS)

- Srceder (samozaložba, distribucija Nika, 2017) (COBISS)